# 吉備上道采女大海
吉備上道采女 大海(きびのかみつみち の うねめ おおしあま、生没年不詳）は、日本古代の吉備上道の豪族の女。紀小弓の後妻。

## 記録
『日本書紀』巻第十四によると、雄略天皇9年（465年）、天皇は新羅征伐のために紀小弓宿禰（き の おゆみ の すくね）、蘇我韓子（そが の からこ の すくね）大伴談連（おおとも の かたり の むらじ）、小鹿火宿禰（おかひ の すくね）らを派遣している。
その際に、妻をなくしたばかりの紀小弓は大連の大伴室屋（おおとも の むろや）を通じて、こう天皇に訴えた。
と申し上げた。この奏上を聞いた天皇は同情して、吉備上道采女大海を小弓に賜り、付き添って世話をすることにさせた。
ところが、現地で小弓は病死してしまった。
小弓の未亡人となってしまった大海は喪に服すべく帰国し、大伴室屋大連にこう申し上げた
これを聞いた天皇は以下のような詔を出した。
すなわち、小弓の半島での功績を賞讃し、葬礼のための役人を遣わし、さらに小弓と大伴氏の勢力地がたまたま同じ国で、隣り合っている縁で、小弓の墓を両者の接点である田身輪邑（たむわのむら、和泉国日根郡淡輪村、現在の大阪府泉南郡岬町淡輪）につくるように指示したのである。
大海は喜んで、お礼として韓奴（からのやっこ）の「 室（むろ）・兄麻呂（えまろ）・弟麻呂（おとまろ）・御倉（みくら）・小倉（おくら）・針（はり）」の「六口」（むゆたり）を大連に送った。これが、吉備上道の蚊嶋田邑（かしまだのむら）の家人部（やけひとべ）となった、という。
この「家人」とは豪族などに隷属して駆使される賤民に近い部曲のことで、天智天皇3年2月（664年）にはこれに類する「家部」が設置されている。「家部」は奈良時代に西国各地に分布し、備前国にも多く設置されている。
わずか2ヶ月ほどの夫婦生活であったが、大海と小弓との間には、深い愛情に満ちた日々があったことが想像される。
『和泉志』によると、吉備上道大海の墓は淡輪村の南にあり、「小陵」と称されている、という。
なお、『万葉集』巻第二217に柿本朝臣人麻呂が「吉備津采女」（きびのつ の うねめ）が死んだ時に作った長歌、および反歌が掲載されているが、後世の別人である。